# ديفيد هولمز بلاك
ديفيد هولمز بلاك هو رائد أعمال كندي، ولد في 9 أبريل 1946 في فانكوفر في كندا.